# Talamanca
|  | Per a altres significats, vegeu «Talamanca (desambiguació)». |

Talamanca és un poble, cap del municipi del mateix nom, de la comarca del Bages. Poble antic, amb carrers estrets i en pendent, i cases velles ben restaurades. Situat dalt d'un turó a 552 m d'altitud i al bell mig de la serra del Rossinyol a la carretera BV-1221 de Terrassa a Navarcles.

## Història
Tot i que s'han trobat restes d'un jaciment ibèric, la primera notícia documentada és de l'any 960, quan el comte Sala, fundador del monestir de Sant Benet de Bages, feu donació d'unes terres, cases i terrenys en el terme del castell de Talamanca. Amb les invasions sarraïnes (711-715), el Bages s'havia despoblat quasi totalment, i no fou fins a les repoblacions fetes pels comtes Borrell d'Osona (799-820) i Guifré el Pelós (878-897) que camperols provinents del nord s'instal·laren al voltant de castells i esglésies buscant la doble protecció militar i espiritual.
Aquesta devia ser també la funció del castell de Talamanca i de l'església de Santa Maria de Talamanca, que és esmentada ja el 1038. Entre l'església i el castell s'edificaren cases que passarien a formar el poble de Talamanca.
A finals del segle xii el domini feudal del castell de Talamanca passà a mans dels Talamanca, nissaga que va lligada a la història del poble durant tota l'edat mitjana i que s'inicià amb Bernat de Talamanca i la seva muller Dolça (1186-1209). Els Talamanca foren amos i senyors de tot el terme. Compraren, vengueren, atorgaren masos i alous com a senyors, no només de la terra sinó també dels homes, que eren venuts tots en un mateix lot.
Més tard, els Talamanca començaren a establir relacions amb la petita noblesa bagenca i les castlanies dels voltants, i així s'emparentaren amb els Santa Coloma o els Llavinera. Un exemple del prototipus de senyor i cavaller feudal fou Berenguer de Talamanca. Aquest concedí honors, feu donacions i participà en actes de violència contra Guillem de Calders, en els quals fins i tot hagué d'intervenir el rei Jaume el Just. El 1325 la seva muller Blanca li erigí un sarcòfag que encara ara podem admirar en l'interior de l'església de Santa Maria. El mausoleu té un cavaller jacent, vestit de cota de malla amb un gos als peus i una inscripció funerària entre sis escuts del llinatge, amb heràldica de losanges d'argent i sinople. En aquells anys, la família Calders entrà en crisi i el 1336 es vengué el castell de Calders a la família Talamanca.
A partir de mitjan segle xiv, amb la gran crisi del feudalisme, començà la decadència dels Talamanca, coincidint amb els estralls que causà la pesta negra i els mals usos al camp. Els Talamanca s'entroncaren llavors amb altres famílies, com els Planella (1675), els Eimeric o Aymerich i, finalment, al segle xviii, el castell passà a mans dels marquesos de Castellbell.
A l'àrea del municipi compresa entre el poble i el serrat de Mussarra tingué lloc, entre els dies 13 i 14 d'agost de 1714, la batalla de Talamanca, entre els austriacistes, a les ordres del marquès del Poal, i els borbònics, dirigits pel Conde de Montemar. Aquest episodi de la Guerra de Successió fou l'últim èxit dels austriacistes a Catalunya, abans de les capitulacions finals de Barcelona i Cardona durant el mes de setembre següent.

## Geografia
- Llista de topònims de Talamanca (Orografia: muntanyes, serres, collades, indrets..; hidrografia: rius, fonts...; edificis: cases, masies, esglésies, etc).

Bonesfonts, és un paratge situat a l'extrem de llevant del terme de Talamanca, en el vessant occidental del Serrat de Mussarra, a l'oest del Camí de Mussarra al Coll de Lligabosses. És al capdamunt del Torrent de la Baga de les Llanes, afluent de la riera de Talamanca. També queda al nord de la Devesa i a llevant de la Baga de les Llanes. És una zona essencialment boscosa, formada per pendissos encarats a l'oest i al sud-oest.

## Demografia
| 1497 f | 1515 f | 1553 f | 1717 | 1787 | 1857 | 1877 | 1887 | 1900 | 1910 |
| ------ | ------ | ------ | ---- | ---- | ---- | ---- | ---- | ---- | ---- |
| 13     | 13     | 15     | 230  | 147  | 538  | 494  | 446  | 370  | 395  |

| 1920 | 1930 | 1940 | 1950 | 1960 | 1970 | 1981 | 1990 | 1992 | 1994 |
| ---- | ---- | ---- | ---- | ---- | ---- | ---- | ---- | ---- | ---- |
| 356  | 259  | 191  | 154  | 104  | 143  | 60   | 76   | 81   | 81   |

| 1996 | 1998 | 2000 | 2002 | 2004 | 2006 | 2008 | 2010 | 2012 | 2014 |
| ---- | ---- | ---- | ---- | ---- | ---- | ---- | ---- | ---- | ---- |
| 84   | 79   | 107  | 109  | 114  | 134  | 152  | 143  | 157  | 141  |

| 2016 | 2018 | 2020 | 2022 | 2024 | 2026 | 2028 | 2030 | 2032 | 2034 |
| ---- | ---- | ---- | ---- | ---- | ---- | ---- | ---- | ---- | ---- |
| 186  | 202  | 209  | 219  | 212  | -    | -    | -    | -    | -    |

## Economia
Agricultura de secà dedicada als cereals i, cada cop menys, a la vinya i l'olivera. El poble és un centre d'estiueig.

## Comunicacions
Una carretera local porta a Terrassa, i a la N-141 de Manresa a Vic.

## Administració i política
| Període      | Nom de l'alcalde/-essa      | Partit polític    | Data de possessió |
| ------------ | --------------------------- | ----------------- | ----------------- |
| 1979 - 1983  | Francisco Sellares Boixader | Grup Independient | 19/04/1979        |
| 1983 - 1987  | Francisco Sellares Boixader | Grup Independient | 28/05/1983        |
| 1987 - 1991  | Francisco Sellares Boixader | CiU               | 30/06/1987        |
| 1991 - 1995  | Francisco Sellares Boixader | CiU               | 15/06/1991        |
| 1995 - 1999  | Pere Sallares Mayans        | CiU               | 17/06/1995        |
| 1999 - 2003  | Pere Sallares Mayans        | CiU               | 03/07/1999        |
| 2003 - 2007  | Josep Tarín Canales         | CiU               | 14/06/2003        |
| 2007 - 2011  | Josep Tarín Canales         | CiU               | 16/06/2007        |
| 2011 - 2015  | Josep Tarín Canales         | CiU               | 11/06/2011        |
| 2015 - 2019  | Josep Tarín Canales         | CiU               | 13/06/2015        |
| 2019 - 2023  | Josep Tarin Canales         | Junts             | 15/06/2019        |
| Des del 2023 | Salvador Mañé i Papasey     | Fem Talamanca-AM  | 17/06/2023        |

## Llocs d'interès
- Església de Santa Maria
- Capella de Santa Magdalena
- Castell de Talamanca
- Casa de les tines[2]